# Artem Fedezkyj
Artem Andrijowytsch Fedezkyj (ukrainisch Артем Андрійович Федецький; englische Transkription Artem Fedetskyi; * 26. April 1985 in Nowowolynsk, Ukrainische SSR, Sowjetunion) ist ein ukrainischer ehemaliger Fußballspieler, der unter anderem für den SV Darmstadt 98 in der deutschen Bundesliga spielte.

## Sportliche Laufbahn

### Vereine
Artem Fedezkyjs gab 2002 sein Debüt für den Schachtar Donezk-3. 2003 kam er zu Schachtar Donezk und spielte dort drei Jahre.
2006/07 spielte er für den Kiewer Spitzenverein Arsenal Kiew, wechselte dann zum FK Charkiw und eine Saison später wieder zu Schachtar Donezk, für den er eine Saison spielte und anschließend bis 2012 an den Verein Karpaty Lwiw ausgeliehen wurde. Ab 2012 spielte er für den FK Dnipro.
Zur Saison 2016/17 wechselte er zum deutschen Bundesligisten SV Darmstadt 98. Nach 16 Spielen auf der Position des rechten Verteidigers, bei denen er sich nicht dauerhaft durchsetzen konnte und zuletzt hauptsächlich eingewechselt wurde, kehrte er im Sommer 2017 zurück in die Ukraine und schloss sich wieder Karpaty Lwiw an. Auch dort kam er nicht dauerhaft über die Rolle des Ersatzspielers hinaus. 2020 schloss er sich Votrans Lutsk an, wo er Ende 2021 seine aktive Laufbahn beendete.

### Nationalmannschaft
Artem Fedezkyj bestritt insgesamt 53 Länderspieleinsätze für die Fußballnationalmannschaft der Ukraine. Sein erstes Länderspieltor erzielte er beim 4:0-Auswärtssieg gegen Montenegro am 7. Juni 2013. Bei der Europameisterschaft 2016 wurde Artem Fedezkyj als Abwehrspieler ins EM-Aufgebot der Ukraine aufgenommen und stand in allen drei Spielen der Mannschaft in der Startaufstellung. Sein letztes Länderspiel absolvierte er am 15. November 2016. Beim 2:0-Sieg gegen Serbien führte er seine Team zum ersten Mal als Kapitän auf den Platz.